# Кокарев, Александр Акимович
Александр Акимович Кокарев (18 августа 1909, Александровск, Екатеринославская губерния — 8 марта 1991, Москва) — советский государственный деятель, председатель Государственного комитета СССР по материальным резервам (1978—1980).

## Биография
Родился в 1909 году в Александровске, в семье рабочего. В 1930 закончил Запорожский индустриальный техникум, работал на заводе «Коммунар», в 1936 году закончил 3 курса Запорожского индустриального института.
В 1932—1941 годы — заведующий группой подготовки производства механического цеха, начальник Отдела технического контроля,
заместитель начальника, начальник механического цеха завода «Коммунар» (Запорожье).
В 1941—1945 годы — начальник производства, заместитель директор завода «Коммунар», эвакуированного в город Красноярск.
В 1945—1946 годы — заместитель секретаря Красноярского городского комитета ВКП(б).
В 1946—1950 годы — директор завода Красноярского завода самоходных комбайнов.
В 1950—1954 годы — первый секретарь Красноярского городского комитета ВКП(б) — КПСС.
В 1954—1958 годы — второй секретарь Красноярского краевого комитета КПСС.
в 1958—1969 годы — первый секретарь Красноярского краевого комитета КПСС, Красноярского сельского краевого комитета КПСС (1962—1964).
В 1969—1978 годы — начальник Главного управления государственных материальных резервов при Совете Министров СССР.
В 1978—1980 годы — председатель Государственного комитета СССР по материальным резервам.
Член ВКП(б) с 1938 года. Член ЦК КПСС в 1961—1981 годы. Депутат Верховного Совета СССР 5-10 созывов.
С декабря 1980 года на пенсии.
Похоронен на Кунцевском кладбище.

## Награды и звания
- 4 ордена Ленина (в том числе 12.08.1959)
- орден Октябрьской Революции
- орден Отечественной войны 1-й степени
- орден Красной Звезды
- медали, среди которых «За трудовую доблесть»[3]
- Почётный гражданин Красноярска[4]